# Roquettes
Roquettes é uma comuna francesa na região administrativa da Occitânia, no departamento do Alto Garona. Estende-se por uma área de 3,36 km². Em 2010 a comuna tinha 4 197 habitantes (densidade: 1 249,1 hab./km²).